# Tigre Bàltic

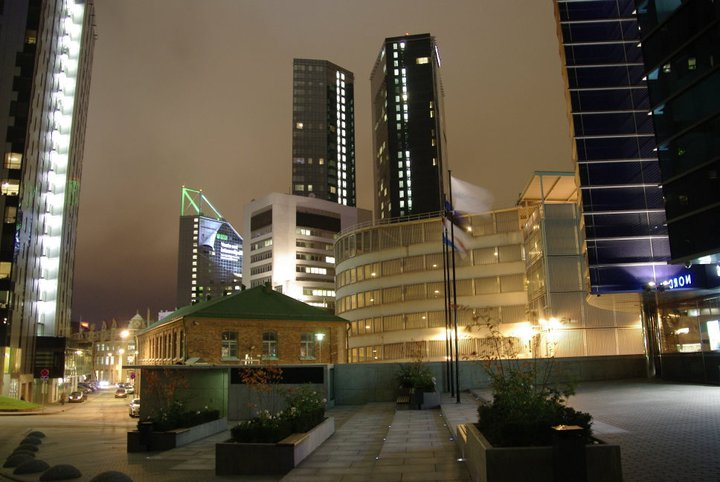
Districte financer de Tallinn

Tigre Bàltic és el nom utilitzat per referir-se a qualsevol dels tres Estats bàltics (Estònia, Letònia i Lituània) durant el seu període de màxim creixement econòmic que s'inicià l'any 2000 i continuà fins al 2006-2007. El terme es va crear per analogia amb els Quatre Tigres Asiàtics i amb el Tigre Celta, que descriuen períodes de bonança econòmica a l'Àsia i a la República d'Irlanda.

## PIB per capita
En dòlars internacionals en paritat de poder adquisitiu. Els nombres entre parèntesis representen el percentatge del PIB respecte a la mitjana de la zona euro.
|                                       | 2000          | 2001           | 2002           | 2003           | 2004           | 2005           | 2006           | 2007           | 2008           | 2009           | 2010           | 2011           | 2012           | 2013           |
| ------------------------------------- | ------------- | -------------- | -------------- | -------------- | -------------- | -------------- | -------------- | -------------- | -------------- | -------------- | -------------- | -------------- | -------------- | -------------- |
| Estònia                               | 9,909 (40,1%) | 10,935 (42,6%) | 12,044 (46,1%) | 13,284 (49,8%) | 14,882 (53,5%) | 16,618 (57,3%) | 18,927 (61,6%) | 20,971 (64,8%) | 20,569 (62,2%) | 17,835 (56,2%) | 18,679 (57,1%) | 20,657 (61,1%) | 21,713 (63,6%) | 22,731 (65,9%) |
| Letònia                               | 7,618 (30,9%) | 8,463 (33,0%)  | 9,350 (35,8%)  | 10,368 (38,8%) | 11,699 (42,1%) | 13,426 (46,3%) | 15,557 (50,6%) | 17,696 (54,6%) | 17,632 (53,3%) | 14,829 (46,7%) | 15,183 (46,4%) | 16,717 (49,4%) | 18,255 (53,5%) | 19,385 (56,2%) |
| Lituània                              | 8,484 (34,4%) | 9,306 (36,3%)  | 10,139 (38,8%) | 11,465 (43,0%) | 12,683 (45,6%) | 14,286 (49,3%) | 15,993 (52,0%) | 18,169 (56,1%) | 19,212 (58,1%) | 16,595 (52,2%) | 17,345 (53,0%) | 20,343 (60,2%) | 21,615 (63,4%) | 22,788 (66,0%) |
| Dades del Fons Monetari Internacional |               |                |                |                |                |                |                |                |                |                |                |                |                |                |